# Glada änkan (film, 1934)
Glada änkan (engelska: The Merry Widow) är en amerikansk musikalfilm från 1934 i regi av Ernst Lubitsch.

## Rollista (i urval)
- Maurice Chevalier - kapten Danilo
- Jeanette MacDonald - madame Sonia / Fifi
- Edward Everett Horton - ambassadör Popoff
- Una Merkel - drottning Dolores
- George Barbier - kung Achmet
- Minna Gombell - Marcelle
- Ruth Channing - Lulu
- Sterling Holloway - Mischka
- Donald Meek - Valet
- Herman Bing - Zizipoff